# Палтинишу (Јаломица)
Палтинишу (рум. Păltinișu) насеље је у Румунији у округу Јаломица у општини Периеци. Oпштина се налази на надморској висини од 24 m.

## Становништво
Према подацима из 2002. године у насељу је живело 624 становника, од којих су сви румунске националности.